# Super Sweet 16: The Movie
Super Sweet 16: The Movie es una película de MTV basado en la serie My Super Sweet 16. Está protagonizada por las estrellas del pop, Aly & AJ, con participaciones especiales de Hellogoodbye y Pretty Ricky. La película se estrenó el 9 de julio de 2007 en MTV y el DVD fue lanzado el 10 de julio de 2007.

## Sinopsis
Jacquie y Sara son mejores amigas. Comparten todo, incluso el cumpleaños que ellas siempre celebran juntas. Ellas empiezan a planear un "Super Dulces 16" para ellas mismas y donar dinero para caridad llamada, "Hollywood Heart". Cuando Jacquie se muda a la escuela donde Sara asiste conoce a una chica rica llamada Taylor y terminan siendo amigas (por razones equivocadas) y Taylor planea separar a Sara de Jacquie para ser como ella y manejarla pues su padre es un editor de revistas famoso, Jacquie cae en su plan.
Sara intenta salvar la relación con Jacquie pues ella quiere que Taylor planee su fiesta, ya que la de ella la suspendieron y ahora planea la de sus amigas, pero Sara quiere planearla ella misma y terminan odiándose.
Cada una por su cuenta planea su fiesta e intentan atraer a las personas de su colegio para que asistan a la suya con extravagancias para saber quien ganará orgullo y amigos.
¿Terminarán separándose y olvidarán la caridad?

## Elenco
- Amanda Michalka - Sara Connor
- Regine Nehy - Jacquie Anderson
- Alyson Michalka - Taylor Tiara
- Brendan Miller - Shannon Plimpton
- Ethan Phillips - Craig
- Roddy Piper - Mitch Connors
- Sicily Sewell - Chloe Spears
- Nikki Flores - Zoey Cortez
- Paula DeAnda - Alicia
- Cassie Steele - Sophie Barnetz
- Brandon T. Jackson - Brian
- Rocco Vienhage - Coleman Palm
- Renee Olstead - Sky Storm
- Debra Wilson - Edan Day
- Tina Knowles - Ella misma
- Katherine .J - Hannah
- J Xavier-Randy

### Participaciones especiales
- Hellogoodbye
- Pretty Ricky

## Fechas de estreno
- Estados Unidos -9 de julio de 2007 en MTV
- Estados Unidos - 10 de julio de 2007 en DVD.
- Nueva Zelanda - 13 de octubre de 2007 en MTV.
- Australia - 13 de octubre de 2007 en MTV.
- México - octubre de 2007 en MTV.
- Paraguay - 24 de noviembre de 2007 en MTV.